# Traversarea Alpilor de către Hannibal
Traversarea Alpilor de către Hannibal în 218 î.Hr. a fost unul dintre cele mai importante evenimente ale celui de-al Doilea Război Punic și una dintre cele mai faimoase acțiuni ale oricărei forțe militare în războaiele antice. Ocolind garnizoanele terestre romane și aliate și flota navală romană, Hannibal a reușit să conducă armata cartagineză peste Alpi în Italia pentru a purta război cu Republica Romană.

## Context
După înfrângerea flotei cartagineze în Bătălia navală de la insulele Egate, cartaginezii s-au predat și au acceptat înfrângerea în Primul Război Punic. Hamilcar Barca (Barca înseamnă fulger), un membru de frunte al familiei patriotice a barcizilor din Cartagina și un general care s-a remarcat în cursul Primului Război Punic, a căutat să reducă pierderile suferite de Cartagina în Sicilia în fața romanilor. În plus, cartaginezii (și Hamilcar personal) erau supărați pentru pierderea Sardiniei. După ce cartaginezii au pierdut războiul, romanii au impus o pace umilitoare, care urmărea să transforme Cartagina într-un oraș care plătea tribut Romei și își pierdea în același timp flota. Chiar dacă termenii tratatului de pace au fost aspri, romanii nu au putut reduce puterea politică și economică a Cartaginei; Cartagina era cel mai prosper port comercial maritim al acelor vremuri și tributul pe care romanii i l-au impus era ușor de plătit anual, chiar dacă în acea perioadă mercenarii cartaginezi s-au revoltat împotriva orașului stat.
Partidul barcizilor cartaginezi era interesat de cucerirea Iberiei, o țară a căror resurse naturale variate puteau să-i aducă venituri mari și să suplinească bogățiile din Sicilia, care, după sfârșitul Primului Război Punic, erau exploatate acum de romani. În plus, era ambiția familiei Barca, una dintre cele mai importante familii nobile ale patrioților cartaginezi, ca într-o zi să folosească Peninsula Iberică ca bază de operațiuni pentru a duce un război de răzbunare împotriva alianței militare romane. Aceste două obiective mergeau mână în mână și în ciuda opoziției grupării conservatoare față de expediția pe care o plănuia, Hamilcar a hotărât în anul 238 î.Hr. să înceapă cucerirea peninsulei Iberice. A pornit din Cartagina către vest, spre coloanele lui Hercule, unde armata lui a trecut strâmtoarea și a început să ocupe peninsula; în următorii nouă ani Hamilcar a cucerit partea de sud-est a peninsulei. Administrarea provinciilor nou cucerite l-a determinat pe Cato cel Bătrân să remarce că „nu exista niciun rege egal cu Hamilcar Barca”.
În 228 î.Hr. Hamilcar a fost ucis, în prezența lui Hannibal, în timpul unei campanii împotriva populației celtice din peninsulă. Ofițerul comandant al marinei, care era atât ginerele lui Hamilcar, cât și membru al partidului patriotic – Hasdrubal „cel Frumos” – a fost ales comandant-șef de către ofițerii armatei din Cartagena iberică. Existau în acea vreme o serie de colonii grecești de-a lungul coastei de est a Peninsulei Iberice, cea mai importantă fiind centrul comercial Saguntum. Aceste colonii și-au exprimat îngrijorarea cu privire la consolidarea puterii cartagineze în peninsulă, realizată ca urmare a conducerii militare și diplomatice abile a lui Hasdrubal. Având nevoie de protecție, Saguntum a cerut ajutor Romei; Roma a trimis o garnizoană în oraș și o misiune diplomatică în tabăra lui Hasdrubal de la Cartagena, informându-l că râul Iberus trebuia să fie granița teritoriului său din Spania. Încheierea tratatului a avut loc în tabăra lui Hasdrubal în anul 226 î.Hr.
În anul 221 î.Hr. Hasdrubal a fost ucis de un asasin. În acel an ofițerii armatei cartagineze și-au exprimat susținerea pentru fiul de 29 de ani al lui Hamilcar, Hannibal, alegându-l comandant șef al armatei. Preluând comanda (confirmată retroactiv de Senatul Cartaginez) armatei pe care tatăl său o deținuse în cursul celor nouă ani de lupte montane grele, Hannibal a declarat că avea de gând să ducă la bun sfârșit proiectul tatălui său de cucerire a Peninsulei Iberice, care fusese primul obiectiv în planul provocării unui război cu Roma în Italia pentru a o învinge acolo.
Hannibal a petrecut primii doi ani la comanda armatei sale căutând să îndeplinească ambiția tatălui său și înăbușind în același timp mai multe potențiale revolte provocate în urma morții lui Hasdrubal, care amenințau siguranța posesiunilor cartagineze deja cucerite până acum. El a atacat tribul olcazilor și a cucerit capitala lor, Althaea. Mai multe triburi învecinate au fost uimite de vigoarea și rapacitatea acestui atac și s-au supus de bună voie cartaginezilor. El a primit tribut de la toate aceste triburi recent subjugate și s-a întors cu armata la Cartagena iberică, unde și-a recompensat trupele cu daruri și a promis mai multe daruri în viitor. În următorii doi ani Hannibal a supus întreaga Iberie de la sud de râul Ebru, cu excepția cetății Saguntum, care, fiind sub protecția Romei, nu figura în planurile lui apropiate. Catalonia și Saguntum erau acum singurele zone ale peninsulei care nu se aflau sub stăpânirea lui Hannibal.

## Relațiile externe ale Romei
Hannibal era la curent cu politica romană și a considerat că era momentul oportun pentru a ataca Roma. El avea spioni gali în toate colțurile Republicii Romane, inclusiv în cercurile apropiate Senatului Roman. În anii care trecuseră de la sfârșitul Primului Război Punic (264-241 î.Hr.) romanii și-au consolidat stăpânirea în Peninsula Italică prin ocuparea unor poziții geografice strategice și și-au extins controlul asupra Siciliei, Corsicii și Sardiniei.
În acea perioadă romanii se aflau în război cu galii padani de mai mult de un secol. Boii au purtat un război cu romanii începând din anul 238 î.Hr. până în anul 236 î.Hr. În 225 î.Hr. populațiile native din nordul Italiei, văzând că armata romană pornise iarăși într-o expediție pentru ocuparea teritoriului lor, au trecut la atac, dar au fost înfrânte. Romanii erau hotărâți să-și extindă hotarele până la poalele Alpilor. În 224 î.Hr. boii s-au supus hegemoniei romane, iar în anul următor anarii s-au supus, de asemenea, romanilor. În anul 223 î.Hr. romanii s-au angajat într-o altă luptă cu galii, de această dată cu tribul insubrilor. Romanii au suferit inițial pierderi semnificative împotriva insubrilor în timp ce încercau să traverseze un vad în apropierea confluenței dintre râurile Pad și Adda. După ce armata romană și-a stabilit tabăra în acea regiune, fără a desfășura nicio acțiune decisivă timp de câteva zile, consulul roman aflat la fața locului a decis să negocieze o înțelegere cu insubrii. Ca urmare a armistițiului recent încheiat, romanii au putut mărșălui liberi către teritoriul aliaților lor, cenomanii. Cu toate acestea, odată ce s-a aflat în siguranță pe teritoriul cenomanilor, armata romană s-a îndreptat din nou către teritoriul insubrilor și de această dată a fost victorioasă.
În anul 222 î.Hr. celții au trimis o solie la Senatul Roman pentru a încheia un tratat de pace. Considerând că aveau ocazia să obțină un triumf, consulii (Marcus Claudius și Gnaeus Cornelius) au respins energic solia de pace, iar galii s-au pregătit pentru un război cu romanii. Ei au angajat 30.000 de mercenari de dincolo de Alpi și au așteptat sosirea romanilor. După începerea campaniei militare legiunile consulare au mărșăluit din nou către teritoriul insubrilor. A avut loc o luptă grea în apropiere de Mediolanum, care s-a încheiat cu trecerea comandanților revoltei galilor de partea romanilor. Galii padani au fost astfel subjugați și transformați în aliați ai Romei.

## Pregătiri
Hannibal, care era conștient de situația externă dificilă a Romei, a trimis câțiva soli la triburile galice de pe valea râului Pad. În anul 220 î.Hr. el a început să poarte discuții secrete cu galii padani (denumirea acestui trib provine de la faptul că locuiau pe valea Padului, pe care romanii îl numeau „Padus”), iar solii săi au obținut promisiuni de ajutor în bani, alimente și ghizi locali.
Aceste solii aveau scopul de a stabili un loc sigur pentru trecerea lui Hannibal din Alpi către valea râului Pad. Hannibal nu cunoștea Munții Alpi, dar știa suficient ca să-și dea seama că traversarea munților va fi dificilă. Câțiva cercetași i-au oferit informații cu privire la acest lanț montan și a aflat astfel despre dificultățile întâmpinate acolo de gali. Nu își dorea să traverseze acest lanț montan și să coboare apoi în valea râului Pad cu trupe prea obosite pentru a mai putea lupta.
Hannibal aflase suficiente lucruri despre Alpi ca să înțeleagă că pantele de coborâre ale Alpilor erau mai abrupte decât pantele de ascensiune. Acesta a fost unul din motivele pentru care a vrut să aibă aliați în rândul populațiilor pe al căror teritoriu urma să treacă.
Romanii au tratat rău populațiile galice pe care le cuceriseră recent, distribuind pământurile lor coloniștilor romani și luând alte măsuri lipsite de scrupule pentru a se asigura de loialitatea triburilor proaspăt cucerite. Insubrii, al căror teritoriu tribal se întindea la poalele Alpilor, și boii, care locuiau pe valea râului Pad, au primit cu satisfacție vestea invaziei plănuite de Hannibal. În plus, o mare parte a Peninsulei Iberice era populată cu triburi galice înrudite, iar acești gali serveau în armata lui Hannibal. Ar fi fost într-adevăr ușor de stabilit relații apropiate cu aceste triburi nemulțumite, mai ales după ce Hannibal ar fi coborât din Alpi și ar fi ajuns pe teritoriile lor, iar insubrii, boii și populațiile din celelalte triburi ar fi putut vedea și vorbi cu comandanții militari cartaginezi. Polybius a spus următoarele despre planurile lui Hannibal:
Și-a condus acțiunea cu un discernământ desăvârșit pentru că a constatat cu precizie caracteristicile deosebite ale țării în care urma să ajungă și comportamentul ostil al locuitorilor săi față de romani; el a avut, de asemenea, îndrumători și călăuze prin trecătoarele dificile care se aflau pe drumurile străbătute de localnici, oameni care împărtășeau cu el aceleași speranțe.

## Asediul cetății Saguntum
După încheierea pregătirilor, Hannibal a încercat să-i convingă pe locuitorii cetății Saguntum să treacă de partea lui, intenționând, astfel, să declare război Romei prin intermediul aliatului ei. Nu dorea să se considere că el a fost cel care a rupt pacea, de aceea a recurs la o serie de tertipuri pentru a-i provoca pe saguntini să atace Roma. Cu toate acestea, saguntinii s-au mulțumit doar să trimită o misiune diplomatică la Roma în care s-au plâns de comportamentul războinic al cartaginezilor. Senatul roman a trimis, la rândul său, o delegație în Iberia pentru a încerca să rezolve problema pe cale diplomatică. Hannibal a tratat fățiș cu dispreț oferta romană, sperând că astfel va determina delegația senatorială să declare război. Delegația romană nu s-a lăsat totuși păcălită, deși știa că declanșarea războiului este iminentă. Membrii delegației s-au întors la Roma și au informat Senatul că Hannibal era pregătit și intenționa să atace curând Republica Romană. Senatul a luat o serie de măsuri pentru a fi pregătit pentru viitorul conflict cu cartaginezii. O revoltă a ilirilor a fost, înăbușită energic, iar romanii au grăbit construcția mai multor fortărețe în Galia Cisalpină. Demetrius din Pharos a abandonat alianța sa anterioară cu Roma și ataca acum cetățile ilire care fuseseră încorporate în Republica Romană.
Hannibal nu a putut să-și atingă obiectivul pe care-l spera și, după ce a informat în mod fals Cartagina (unde era la putere partidul păcii al inamicilor săi politici) că saguntinii se comportau agresiv cu una dintre cetățile supuse cartaginezilor, Torbola, s-a deplasat către Saguntum și a început să asedieze cetatea fără a mai aștepta vreun răspuns din Cartagina. Membrii Senatului cartaginez au purtat discuții aprinse în care s-a solicitat ca Hannibal să fie predat romanilor, iar acțiunile sale militare să fie dezavuate. Cu toate acestea, populația cartagineză susținea prea mult conflictul declanșat de Hannibal pentru ca Senatul să ordone încetarea războiului.
Asediul cetății Saguntum s-a desfășurat pe parcursul a opt luni, iar romanii nu au trimis saguntinilor niciun ajutor în ciuda faptului că erau obligați să o facă prin tratatul de alianță încheiat cu ei. Romanii s-au implicat într-un război cu ilirii și nu au tratat amenințarea cartagineză din Iberia cu atenția pe care o merita.
După asediu, care s-a încheiat cu cucerirea Saguntumului, Hannibal i-a vândut pe toți locuitorii cetății ca sclavi și a împărțit militarilor săi veniturile obținute din aceste vânzări. În plus, toate prada capturată prin jefuirea cetății a fost trimisă în Cartagina și distribuită populației pentru a-i câștiga sprijinul pentru războiul declanșat de Hannibal. Restul comorilor orașului au fost adunate separat cu scopul de a fi folosite pentru expediția plănuită de Hannibal.

## Marșul prin Pirinei

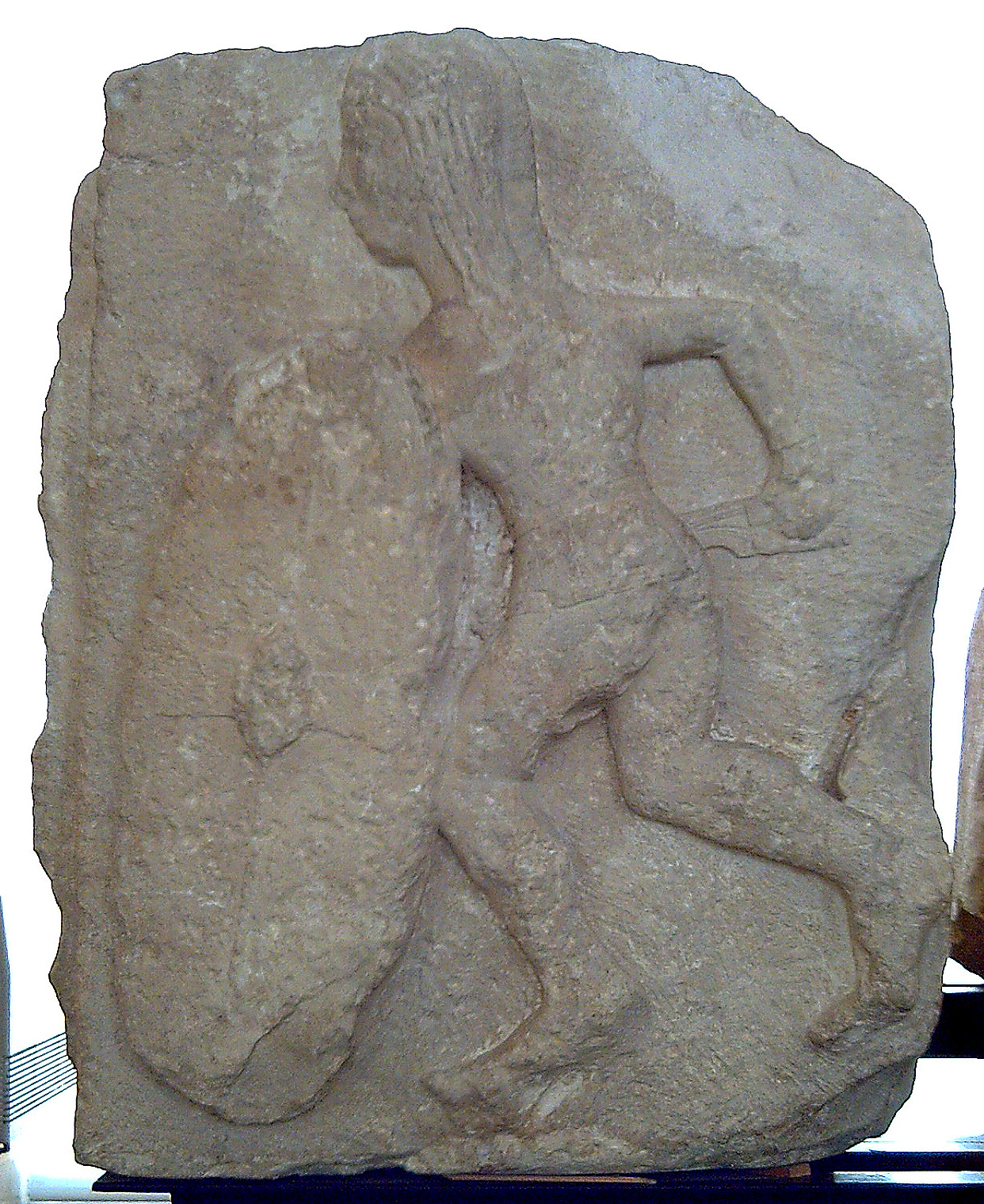
Războinic iberic reprezentat pe un basorelief (circa 200 î.Hr.). Războinicul este înarmat cu o falcata și cu un scut oval. Triburile iberice au luptat de ambele părți în cel de-al Doilea Război Punic, dar, în realitate, mulți dintre ei au vrut să scape de orice dominație străină. Muzeul Național de Arheologie al Spaniei, Madrid

Hannibal a petrecut iarna ce a urmat după asediul orașului Saguntum în Cartagina, timp în care și-a lăsat militarii să plece în permisii în localitățile lor de origine. Acordarea permisiilor avea scopul de a menține un moral cât mai ridicat al armatei sale pentru viitoarea campanie, pe care o considera a fi foarte dificilă. El l-a lăsat pe fratele său, Hasdrubal⁠(en)[traduceți], responsabil cu administrarea Iberiei cartagineze și cu apărarea acestui teritoriu împotriva romanilor. În plus, a efectuat un schimb de trupe, trimițând trupele originare din Iberia în Africa și trupele originare din Africa în Iberia. Urmărea astfel să reducă dezertările și să-și asigure loialitatea trupelor, în timp ce el însuși era ocupat cu distrugerea Romei. El i-a lăsat, de asemenea, fratelui său mai multe nave.
Hannibal a prevăzut că ar avea probleme dacă ar lăsa teritorii iberice în stăpânirea unor aliați ai Romei. Romanii aveau mai mulți aliați în această țară, iar Catalonia ar fi putut deveni un cap de pod pentru debarcarea romanilor în Iberia. Înainte de a pleca în expediția sa pe cale terestră către Italia, generalul cartaginez trebuia să cucerească și să supună întregul teritoriu iberic, neavând intenția să abandoneze Iberia odată ce ar fi ajuns în Italia. Hannibal a optat pentru o campanie rapidă de cucerire a Iberiei și și-a împărțit armata în trei coloane, care aveau scopul de a supune în același timp întreaga regiune.
După ce a primit informații despre traseu de la cercetași, precum și mesaje de la triburile celtice care locuiau în vecinătatea Alpilor, Hannibal a pornit la drum cu 90.000 de infanteriști proveniți din rândul mai multor populații africane și iberice și cu 12.000 de cavaleriști. De la Râul Ebru până în Munții Pirinei cartaginezii au fost nevoiți să lupte cu patru triburi autohtone: illergeții, barguzii, aeronosii și andosinii. Au fost capturate câteva orașe pe care Polybius nu le precizează. Această campanie s-a desfășurat rapid pentru că armata cartagineză nu dorea să piardă mult timp în această regiune. Polybius raportează pierderi grave suferite de armata lui Hannibal. După ce a supus această regiune, Hannibal l-a lăsat acolo pe fratele său, Hanno, pentru a supraveghea teritoriile cucerite și mai ales tribul barguzilor în care nu avea încredere din cauza asocierii lor cu romanii. El i-a lăsat fratelui său 10.000 de infanteriști și 1.000 de cavaleriști.
În acest moment timpuriu al campaniei, Hannibal a decis să trimită acasă încă 10.000 de infanteriști și 1.000 de cavaleriști, urmărind astfel două scopuri: a vrut să lase în spate o armată care să-i rămână loială și a vrut ca restul ibericilor să creadă că șansele de succes ale expediției erau mari și prin urmare să fie mai înclinați să se înroleze în trupele de întăriri pe care intenționa să le cheme în cursul expediției sale. Forța militară rămasă consta din 50.000 de infanteriști și 9.000 de cavaleriști.
Coloana principală (coloana din dreapta) era condusă de Hannibal și transporta comorile, bagajele și toate materialele de război necesare. Avea un rol capital și nu era o coincidență faptul că Hannibal i se alăturase. Atâta timp cât  nu avea nave care să-l țină la curent cu mișcările exacte ale romanilor, Hannibal a vrut să fie prezent acolo în cazul că romanii urmau să debarce pentru a încerca să-i atace armata la ascensiunea sau coborârea prin Pirinei. Această coloană a trecut Ebrul în dreptul orașului Edeba, și și-a continuat drumul direct de-a lungul coastei maritime prin Tarraco, Barcino, Gerunda, Emporiae și Illiberis. Toate aceste oppidumuri au fost capturate și a fost lăsată acolo câte o garnizoană.
Coloana a doua (coloana centrală) a traversat Ebrul în dreptul opidumului Mora și de acolo informațiile cunoscute sunt destul de rare. A traversat mai multe văi din această regiune și a avut ordinul de a supune orice trib care se opunea înaintării sale. În cele din urmă, după ce și-a îndeplinit misiunea, s-a alăturat coloanei principale.
Coloana a treia (coloana din stânga) a traversat Ebrul în zona confluenței cu râul Sicoris și a înaintat de-a lungul văii râului către zonele montane. A îndeplinit aceeași misiune ca și primele două coloane. Atunci când a plănuit fiecare dintre aceste marșuri, Hannibal s-a asigurat că râul Rubrucatus se afla de-a curmezișul drumului fiecărei coloane, așa că dacă oricare coloană s-ar fi aflat într-o situație dezavantajoasă celelalte coloane puteau mărșălui în susul sau în josul râului pentru a-i veni în ajutor.
Campania s-a desfășurat pe parcursul a două luni și a avut costuri foarte mari pentru armata cartagineză. În cursul celor două luni de campanie Hannibal a pierdut 13.000 de oameni.

## Marșul către Ron
Marșul cartaginezilor către Ron după coborârea Pirineilor nu era cu nimic remarcabil. Acest marș trebuie să fi fost o plăcută schimbare de ritm pentru cartaginezi, care în lunile anterioare iulie și august supuseseră populațiile sălbatice care trăiau în Pirinei. Istoria Peninsulei Iberice este presărată cu numeroase exemple de rezistență acerbă a populațiilor indigene din aceasta zonă împotriva oștilor invadatoare, precum Războiul Peninsular (1808-1814) purtat împotriva oștilor lui Napoleon. Topografia accidentată a acestei regiuni oferă multe avantaje acțiunilor de rezistență. Regiunile străbătute de oștile cartagineze aveau opinii diferite cu privire la cartaginezi și romani, precum și la trecerea armatei lui Hannibal pe teritoriile lor. Unele dintre aceste triburi s-au manifestat prietenos și au susținut cauza lui Hannibal, în timp ce alte triburi i s-au opus. Iscusința lui Hannibal în purtarea de discuții cu aceste populații iese în evidență din faptul că, pe parcursul marșului său, nu au fost menționate ciocniri armate în această regiune în ciuda lipsei de omogenitate a conducerii politice a triburilor autohtone. El a discutat cu conducătorii fiecărui trib pe teritoriul căruia a mărșăluit, folosindu-și numai mijloacele proprii de convingere precum farmecul său personal și banii pe care-i oferea cu dărnicie.
Colonia grecească Massilia (aflată pe teritoriul orașului modern Marsilia), un centru comercial prosper, s-a aflat un timp sub influența romanilor, iar romanii și-au instalat aici proprii coloniști. Locuitorii Massiliei se temeau de sosirea armatei cartagineze și au încercat în acest sens să influențeze triburile native de pe malul stâng al Ronului (malul estic) să sprijine cauza romanilor. Au reușit să-i convingă, iar barbarii din această țară trebuiau să creeze probleme cartaginezilor cu ocazia traversării Ronului.
Publius Scipio, unul dintre consuli în anul 218 î.Hr., a primit ordin de la Senat să-l înfrunte pe Hannibal pe valea râului Ebru sau în munții Pirinei. Senatul Roman i-a trimis în acest scop 60 de nave. Cu toate acestea, consulul nu s-a putut deplasa cu viteza pe care situația i-o impunea. Când a ajuns în valea râului Pad a fost împiedicat să înainteze de o revoltă a triburilor galice recent cucerite. Fuseseră înființate anterior mai multe colonii în regiunea Padului, iar acest fapt provocase o nouă răscoală a boilor și insubrilor, care aflaseră că Hannibal se îndrepta către ei. În loc să folosească legiunile în expediția iberică plănuită, Senatul a ordonat ca ele să fie trimise către regiunea Padului sub comanda unui pretor, iar în acest timp consulul trebuia să recruteze și să organizeze noi legiuni. Formarea unei armate noi era o sarcină destul de ușoară pentru romani. Existau mulți cetățeni calificați pentru serviciul militar așa că administrația a trebuit doar să-i informeze pe cetățeni că erau necesari mai mulți soldați. Mulți romani, fiind obligați să servească în armată la un moment dat, efectuaseră încă din tinerețe instrucție militară și erau pregătiți să fie încorporați în cadrul legiunilor.
În cele din urmă, după ce a reușit să strângă legiunile noi – într-un ritm mult mai lent decât cel pe care i-l cerea urgența situației – Publius Scipio a început să navigheze pe Marea Tireniană, pornind de la Ostia (portul maritim al Romei). În acele vremuri nu existau busole, iar navigatorii aveau obiceiul să-și conducă navele de-a lungul coastei și să se oprească noaptea în porturi pentru aprovizionare. Deci, după ce a navigat spre nord de-a lungul coastei peninsulare (italiene) și s-a îndreptat apoi spre vest către Peninsula Iberică, consulul a ordonat flotei să facă popas la Massilia. Flota romană a navigat timp de cinci zile de la Ostia la Massilia. Când a ajuns acolo, consulul a aflat de la coloniștii greci, spre surprinderea sa, că Hannibal nu mai era în Catalonia, așa cum anticipase el, ci se afla la nord de orașul lor, pe cealaltă parte a Ronului, la aproximativ patru zile de marș.

## Traversarea Ronului

Elefanți de război reprezentați în pictura Hannibal Barca traversând Ronul, de Henri Motte, 1878

Multe marșuri ale lui Hannibal sunt dezbătute de istorici, care nu s-a pus de acord cu privire la ele și la traseul pe care l-a urmat în traversarea Alpilor. Cu toate acestea, istoricii moderni acceptă că Hannibal a stabilit tabăra armatei sale pe malul de vest al Ronului și a plănuit clar și a executat precis trecerea râului.
În timp ce Roma s-a comportat într-un mod pasiv și și-a abandonat aliații din Catalonia în stăpânirea cartaginezilor, coloniștii din Massilia, aliați ai romanilor, au provocat triburile de pe malul stâng (estic) al Ronului împotriva cartaginezilor. După sosirea primelor iscoade cartagineze în vecinătatea Massiliei, consulul a abandonat expediția iberică pe care o plănuise și s-a gândit în schimb să împiedice cât de bine putea traversarea Ronului de către Hannibal. În acest sens, el a trimis o coloană de 300 de călăreți la nord, pe malul stâng (estic) al Ronului, cu ordinul de a afla poziția exactă a armatei lui Hannibal. Hannibal a fost informat în același timp că romanii tocmai sosiseră în Massilia cu una dintre armatele lor  consulare (22.000 de pedestrași și 2.000 de călăreți).
Hannibal a profitat de ura mai veche a celților de pe malul drept (vestic) al Ronului față de romani și i-a convins să-l ajute în traversarea acestui obstacol natural. A obținut de la ei mai multe nave care puteau să navigheze pe mare și un număr mare de luntre de toate felurile, care puteau fi manevrate de locuitorii indigeni ai acestei provincii. Pe lângă achiziționarea acestor ambarcațiuni, el i-a convins să-l ajute să construiască alte bărci. Activitatea de pregătire a trecerii Ronului a durat două zile.
Un trib de gali numit cavari aștepta trecerea armatei cartagineze pe malul stâng al Ronului. Acest trib amenajase o tabără fortificată pe cealaltă parte a râului și aștepta ca armata lui Hannibal să traverseze râul pentru a o ataca. Nu există nici o îndoială că Hannibal cunoștea traversarea râului Hidaspes din India de către Alexandru cel Mare, care era aproape similară din punct de vedere strategic și tactic. Hannibal și-a alcătuit planul conform acestui model vechi (care este considerat ca un mod clasic de traversare a râului, pe care-l învață chiar și cadeții de la instituțiile militare din perioada modernă) și i-a ordonat unuia dintre locotenenții săi, Hanno, fiul lui Bomilcar, să se deplaseze către nord pentru a trece Ronul printr-un loc pe care îl considera potrivit și apoi prin marșuri forțate să se îndrepte către sud și să atace oastea barbară în timp ce grosul armatei cartagineze traversa râul.
În ziua și în noaptea după ce toate luntrele au fost construite și adunate Hanno a ordonat trupelor sale să vină pe malul râului și, ghidat de localnicii gali, s-a deplasat aproximativ 40 km în amonte la Pont St. Esprit, unde era o insulă care împărțea Ronul în două brațe înguste. Hanno a decis să traverseze râul pe aici și a ordonat să fie construite luntre și plute din materialele care erau disponibile. Corpul de armată cartaginez a tăiat copaci și a legat buștenii cu funii aduse de la depozitele armatei. Prin aceste mijloace, militarii lui Hanno au traversat râul și s-au deplasat imediat către sud pentru a ajunge la tabăra barbarilor.
În acest timp Hannibal a terminat pregătirile pentru traversarea Ronului. Mișcările cartaginezilor erau intenționat vizibile și zgomotoase deoarece Hannibal ordonase ca pregătirile să fie făcute fără nicio preocupare pentru păstrarea secretului, știind foarte bine că corpul de armată al lui Hanno mărșăluia deja la sud pe malul stâng (estic) al Ronului pentru a-i ataca pe cavari. Pregătirile au fost concepute pentru a distrage atenția cavarilor de la deplasarea corpului nordic și a concentra atenția asupra pregătirilor lui. La trei zile după plecare, Hanno a ajuns pe malul unui afluent al Ronului și a dat semnalul convenit anterior pentru ca Hannibal să știe că unitatea sa a ajuns la destinație. Hannibal a ordonat imediat trecerea râului. Militarii micului corp de armată au observat că armata principală se afla în apropiere și, văzând că a început trecerea râului, s-au pregătit să-i atace pe cavari chiar în timpul traversării.
Traversarea râului a fost plănuită atent pentru a fi cât mai ușoară posibil. Fiecare detaliu a fost bine gândit. Cavaleria grea se afla un pic mai departe, în amonte, și în luntrele cele mai încăpătoare, astfel încât bărcile în care Hannibal avea cea mai puțină încredere erau conduse spre malul stâng (estic) în spatele ambarcațiunilor mai mari și mai robuste. În ceea ce privește caii, cei mai mulți dintre ei înotau de-a curmezișul râului lângă marginile laterale și pupa fiecărei luntre. Cu toate acestea, unii cai au fost așezați în luntre înșeuați complet și gata să fie folosiți imediat, astfel încât, odată ce luntrele ajungeau la mal, puteau acoperi debarcarea infanteriei și a restului armatei în timpul organizării lor pentru a-i ataca pe barbari.
Văzând că oastea cartagineză traversează Ronul, cavarii au părăsit fortificațiile și și-au masat trupele pe mal în apropierea locului de debarcare al cartaginezilor. Militarii celor două oști au început să strige și să se batjocorească unii pe alții. Aceste zgomote puternice au avut rolul de a-i încuraja pe proprii oșteni și de a provoca la luptă armata inamică. Adesea în antichitate, pentru a-și intimida inamicul, militarii primeau ordinul să-și lovească scuturile cu armele și să scoată în același moment strigăte puternice pentru a produce un volum mare de zgomot.
Chiar în acest moment, în timp ce armata cartagineză își batjocorea inamicul din bărci și cavarii îi provocau să vină pe malul stâng, a apărut corpul de armată al lui Hanno și i-a atacat din spate și de pe flancuri pe cavari. Un mic detașament al trupelor lui Hanno a avut misiunea de a incendia tabăra cavarilor, în timp ce majoritatea trupelor i-au încercuit pe cavarii luați prin surprindere. O parte dintre cavari s-au grăbit să se întoarcă la tabără pentru a o apăra, dar majoritatea au rămas în locul unde așteptau debarcarea a ceea ce credeau ei că este întreaga armată a lui Hannibal. Trupele cavare s-au divizat, iar Hannibal, care se afla într-una dintre primele bărci, a debarcat pe malul stâng al Ronului în mijlocul cavarilor surprinși și confuzi și și-a condus oamenii cu o voință energică împotriva inamicilor. Aproape nicio urmă de rezistență nu mai rămăsese; cavarii s-au retras în dezordine tot mai departe de falanga cartagineză ordonată disciplinat.
În timp ce lupta efectivă a durat doar câteva minute, Hannibal a petrecut cinci zile plănuind această operațiune periculoasă și riscantă din toate punctele de vedere, asigurându-se că era pregătit pentru a face față trupelor inamice și că lăsase cât mai puțin posibil la voia întâmplării.

## De la Ron către Alpi

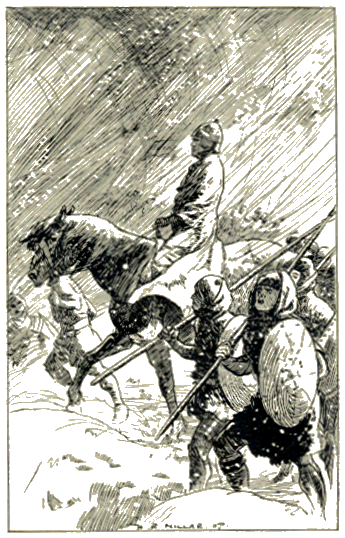
Trecerea Alpilor a avut loc în condiții foarte grele

Hannibal trebuia să ajungă cât mai repede la Alpi pentru a nu fi surprins pe drum de venirea iernii. El știa că dacă ar fi așteptat primăvara pe partea opusă a munților, romanii ar fi avut timp să adune o altă armată. Aflase informația că armata consulară își stabilise tabăra la gura Ronului. El a trimis 500 de călăreți din Numidia pe malul de est al râului pentru a obține informații mai exacte cu privire la forțele masate acolo care îl așteptau. Călăreții lui Hannibal s-au întâlnit cu 300 de călăreți romani care fuseseră trimiși în susul râului în același scop. Numizii au fost învinși, iar 240 dintre ei au fost uciși în înfruntarea celor două echipe de cercetași; romanii au pierdut 140 de călăreți. A avut loc o urmărire până în tabăra cartagineză, care era aproape asamblată cu excepția elefanților, care aveau nevoie de mai mult timp pentru a fi trecuți peste râu. Văzând că Hannibal nu a traversat râul cu întreaga armată, cercetașii au gonit înspre coastă pentru a-l alerta pe consul. După primirea acestei informații, consulul și-a trimis armata în susul râului în bărci, dar militarii romani au ajuns prea târziu.
Confruntat cu iarna care se apropia și cu triburile ostile, consulul a decis să se întoarcă în Italia și să aștepte sosirea armatei lui Hannibal după coborârea din Alpi. Cu toate acestea, conform ordinelor Senatului, consulul i-a ordonat fratelui său, Gnaeus Scipio, să transporte o mare parte a armatei în Spania. Consulul a propus atacarea liniilor de comunicații și de aprovizionare ale lui Hannibal, care erau prea extinse și vulnerabile. În ciuda sistemului tactic consacrat (formarea și desfășurarea trupelor etc.), romanii erau obișnuiți să lupte respectând ordinea următoare: marș, gruparea trupelor și atac. Ei nu respectau adesea ordinea marșului, nu știau cum să forțeze lupta prin tăierea liniilor de comunicații ale inamicului și nu cunoșteau care era flancul strategic al inamicului într-o bătălie. Istoria romană veche conține numeroase cazuri în care armatele consulare au fost masacrate de armatele altor popoare din cauza faptului că nu au fost luate măsuri de precauție care să preîntâmpine producerea acestor situații.
După trecerea întregii sale armate pe malul stâng al Ronului, Hannibal și-a prezentat oastea lui Magilus și altor căpetenii ale triburilor galice de pe valea Padului. Obiectivul lui Hannibal era de a inspira încredere militarilor săi față de expediția planificată, arătându-le pe căpeteniile galilor padani care își oferiseră ajutorul. Comunicând prin intermediul unui interpret, Magilus a vorbit despre sprijinul pe care galii padani cuceriți recent de romani îl ofereau cartaginezilor și misiunii lor de distrugere a Romei. Apoi Hannibal s-a adresat el însuși propriilor ofițeri. Entuziasmul trupelor a fost amplificat de cuvântarea inspiratoare a lui Hannibal.
Hannibal a ordonat infanteriei sale să înceapă marșul a doua zi după organizarea taberei, fiind urmată de caravanele de aprovizionare. Neștiind că romanii urmau să se îndrepte spre Italia, el a ordonat cavaleriei sale să acopere marșul pe flancul sudic dinspre mare. Cavaleria lui ar fi format un paravan care ar fi fost folosit pentru a proteja grosul armatei cartagineze de avangarda romană care ar fi înaintat către ea din acea direcție. Ar fi urmat să aibă loc ciocniri între cavaleria cartagineză și cercetașii romani, care ar fi oferit timp armatei cartagineze să se organizeze. Ciocnirea anticipată nu a mai avut loc. Hannibal se afla în acest timp în ariergardă cu elefanții, deoarece a presupus că grosul armatei romane va înainta cel mai probabil dinspre vest, deoarece se afla în spatele lui. Ariergarda cartagineză era bine organizată și condusă pentru a putea față unei încăierări cu armata romană, în timp ce corpul principal de infanterie și cavalerie putea să intre în luptă împotriva romanilor dacă aceștia din urmă ar fi atacat din acea parte. Această situație, de asemenea, nu a mai avut loc.
Potrivit ordinului de marș pe care îl elaborase Hannibal s-a îndreptat către Insula, un teritoriu stăpânit de un trib galic. Corpul de infanterie care pornise în față a mărșăluit timp de șase zile către regiunea Isère, deplasându-se circa 20 km pe zi. Cavaleria și ariergarda au mărșăluit doar patru zile, deplasându-se circa 30 km pe zi. În această perioadă, armata cartagineză a parcurs aproximativ 120 km.
Când armata lui Hannibal a ajuns la Insula, galii de acolo se aflau în mijlocul unui conflict civil. Dintr-un motiv oarecare Hannibal a ales să-l susțină pe Brancus, cel mai în vârstă dintre cei doi pretendenți la șefia tribului. După înfrângerea pretendentului mai tânăr și mai puțin popular, el a încheiat o alianță cu Brancus. Tribul galic i-a oferit proviziile care îi erau necesare pentru expediția în Alpi. În plus, el a beneficiat de protecția diplomatică a lui Brancus. Astfel, Hannibal nu a trebuit să se mai apere de alte triburi până când a ajuns la poalele Alpilor.

## Ascensiunea Alpilor

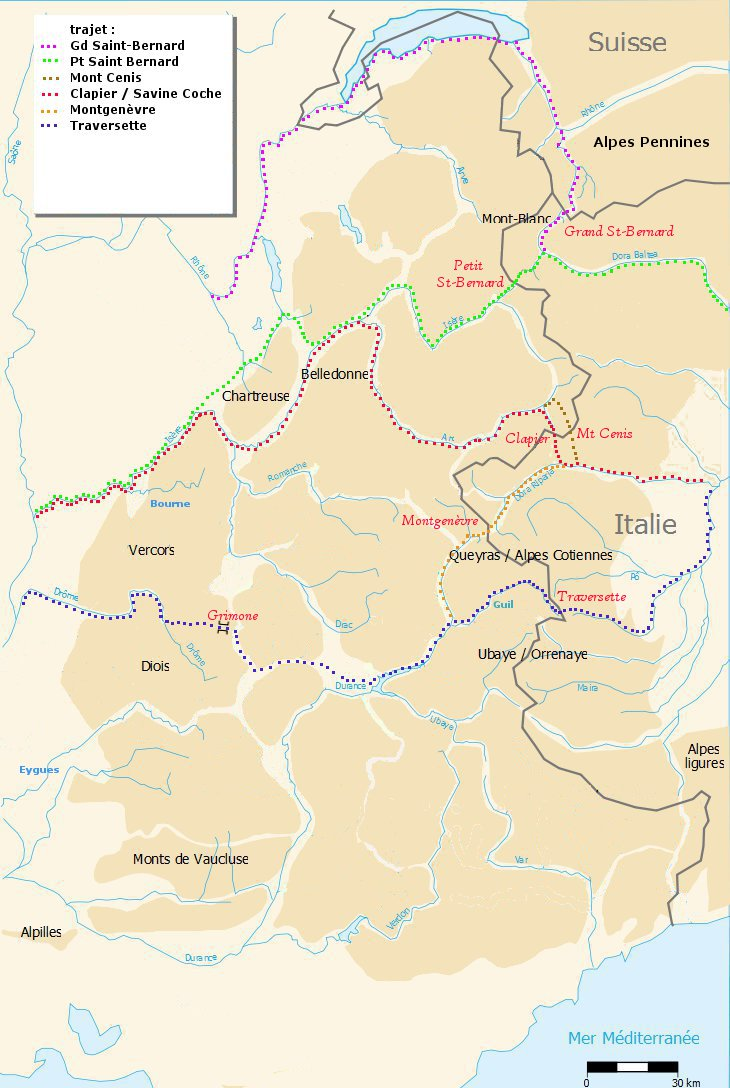
Rutele posibile pe care s-a deplasat Hannibal prin Alpi, cu ruta descrisă de Polybius desenată cu verde.

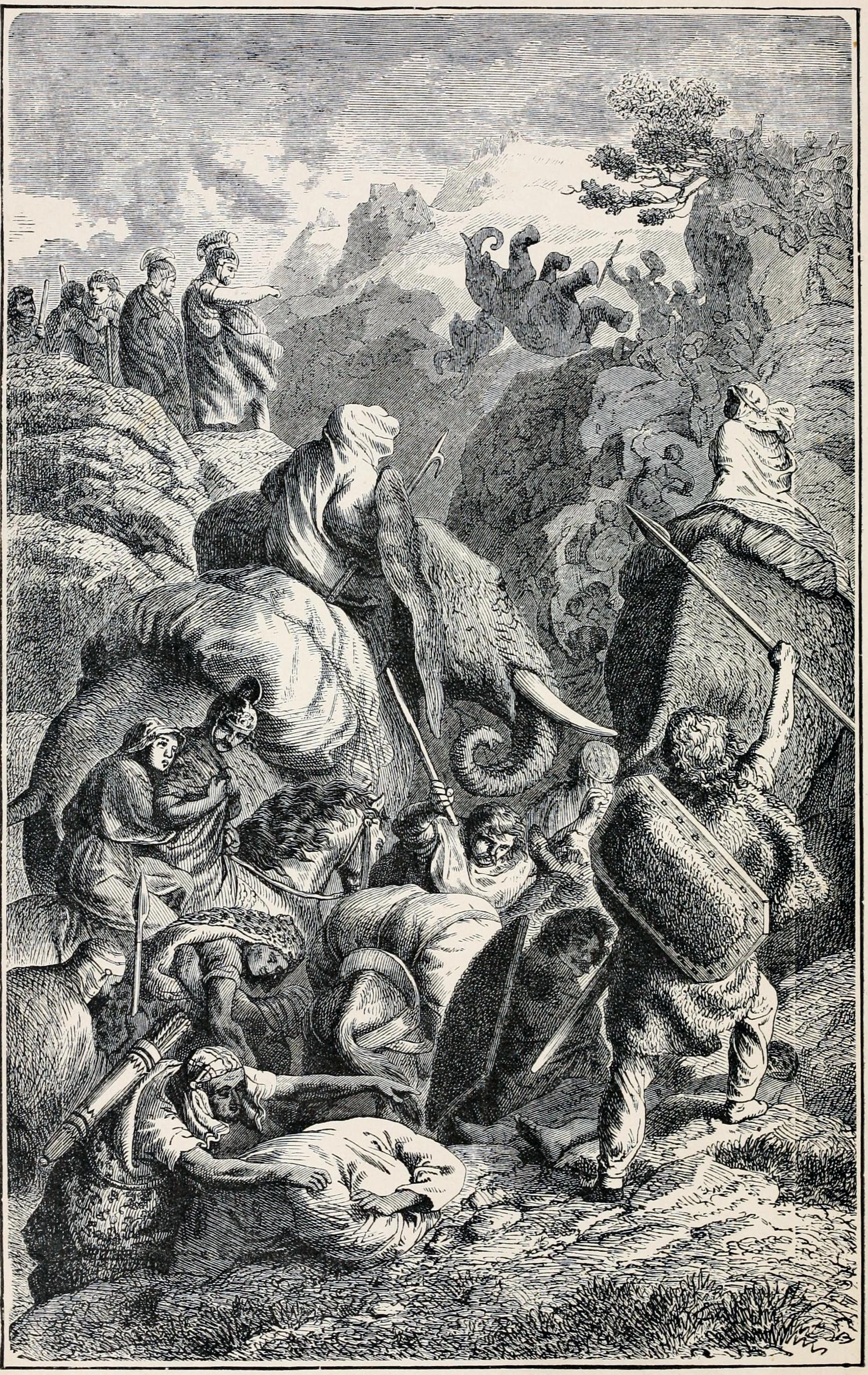
Hannibal traversând Alpii în Italia

Potrivit istoricului Teodor Ayrault Dodge, armata lui Hannibal a mărșăluit în direcția muntelui Du Chat spre satul Aquste și de acolo către Chevelu, pentru a traversa muntele Du Chat. Acolo el a constatat că trecătorile fuseseră fortificate de alobrogi. A trimis mai întâi iscoade pentru a stabili dacă existau slăbiciuni care să le creeze dificultăți. Iscoadele au constatat că barbarii stăteau în tabără doar în timpul zilei și părăseau poziția fortificată în timpul nopții. Pentru a-i face pe alobrogi să creadă că nu intenționează să organizeze un atac nocturn și că și-a stabilit tabăra de-a lungul munților, el a ordonat să fie aprinse cât mai multe focuri de tabără. Cu toate acestea, odată ce alobrogii au părăsit fortificațiile, el a condus trupele sale de elită până la fortificațiile lor și a preluat controlul asupra trecătorii.
Ascunzându-și oamenii într-un tufiș montan de pe o costișă, care se înălța chiar deasupra și la dreapta traseului de marș al lui Hannibal, acesta și-a poziționat arcașii și prăștiașii pe o stâncă aflată la aproximativ 30 de metri deasupra drumului. Această stâncă era un loc excelent pentru atacarea unui inamic care mărșăluia în coloană prin trecătoare. Coborârea prin această trecătoare era abruptă, iar cartaginezii au avut parte de o vreme rea în timpul marșului prin această porțiune a drumului, cel mai mult având de suferit animalele de povară. Barbarii, observând mișcarea de trupe, au atacat oricum, în ciuda poziției lor dezavantajoase. Mai multe animale de povară s-au rostogolit în prăpastie în învălmășeala produsă de atacul barbarilor. Acest atac l-a pus pe Hannibal într-o situație dificilă. Cu toate acestea, generalul cartaginez a condus același corp de elită într-un nou atac împotriva barbarilor. Toți acești barbari au murit în lupta care a urmat, deoarece luptau pe marginea unei prăpastii abrupte, încercând să-și arunce săgețile și lăncile în sus către cartaginezii care înaintau. După ce lupta s-a încheiat, bagajele au fost adunate, iar armata cartagineză și-a continuat drumul la vale către câmpia care începea în apropierea actualului oraș Bourget.
Istoricul Teodor Ayrault Dodge afirmă că această câmpie avea lățimea de 6-9 km în cele mai multe locuri și nu era apărată aproape de nimeni din moment ce toți apărătorii staționau în trecătoarea muntelui Du Chat. Hannibal și-a condus armata către orașul actual Chambéry, pe care l-a ocupat cu ușurință, și a confiscat caii, animalele de povară și grânele pe care le-a găsit acolo. În plus, acolo se aflau suficiente provizii pentru rațiile armatei pe o perioadă de trei zile. Găsirea acestora i-a bucurat pe cartaginezi, având în vedere că își pierduseră o mare parte a proviziilor atunci când animalele lor au căzut în prăpastie, în cursul luptei din trecătoare. Hannibal a ordonat apoi ca orașul să fie distrus pentru a le arăta barbarilor din această regiune ce vor păți dacă i se vor opune așa cum a făcut acest trib.
El și-a stabilit tabăra acolo pentru a permite oștenilor săi să se odihnească după deplasarea lor istovitoare și pentru a aduna cât mai multe provizii. Hannibal s-a adresat apoi armatei sale și a spus militarilor că apreciază efortul pe care l-au depus și moralul ridicat pe care îl aveau, în ciuda caracterului dificil al acțiunii pe care urmau să o întreprindă.
Cartaginezii și-au continuat apoi marșul și în apropierea actualului oraș Albertville i-au întâlnit pe centroni, care au adus daruri și vite și s-au oferit să călăuzească trupele cartagineze prin Alpi. În plus, au adus ostatici cu scopul de a-l convinge pe Hannibal cu privire la angajamentul lor față de cauza lui. Hannibal a fost neliniștit și suspicios față de centroni, deși nu și-a arătat fățiș bănuielile, iar centronii i-au călăuzit armata timp de două zile. Potrivit istoricului Theodore Ayrault Dodge, ei au mărșăluit prin Pasul Micul Saint-Bernard în apropierea satului Séez, iar în locul în care pasul s-a îngustat centronii i-au atacat pe cartaginezi. Unii critici militari, în special Napoleon, contestă faptul că ambuscada ar fi avut loc acolo, dar valea prin care mărșăluiau cartaginezii era singura prin care putea trece o populație numeroasă capabilă să călăuzească și în același timp să atace armata cartagineză în marșul ei.

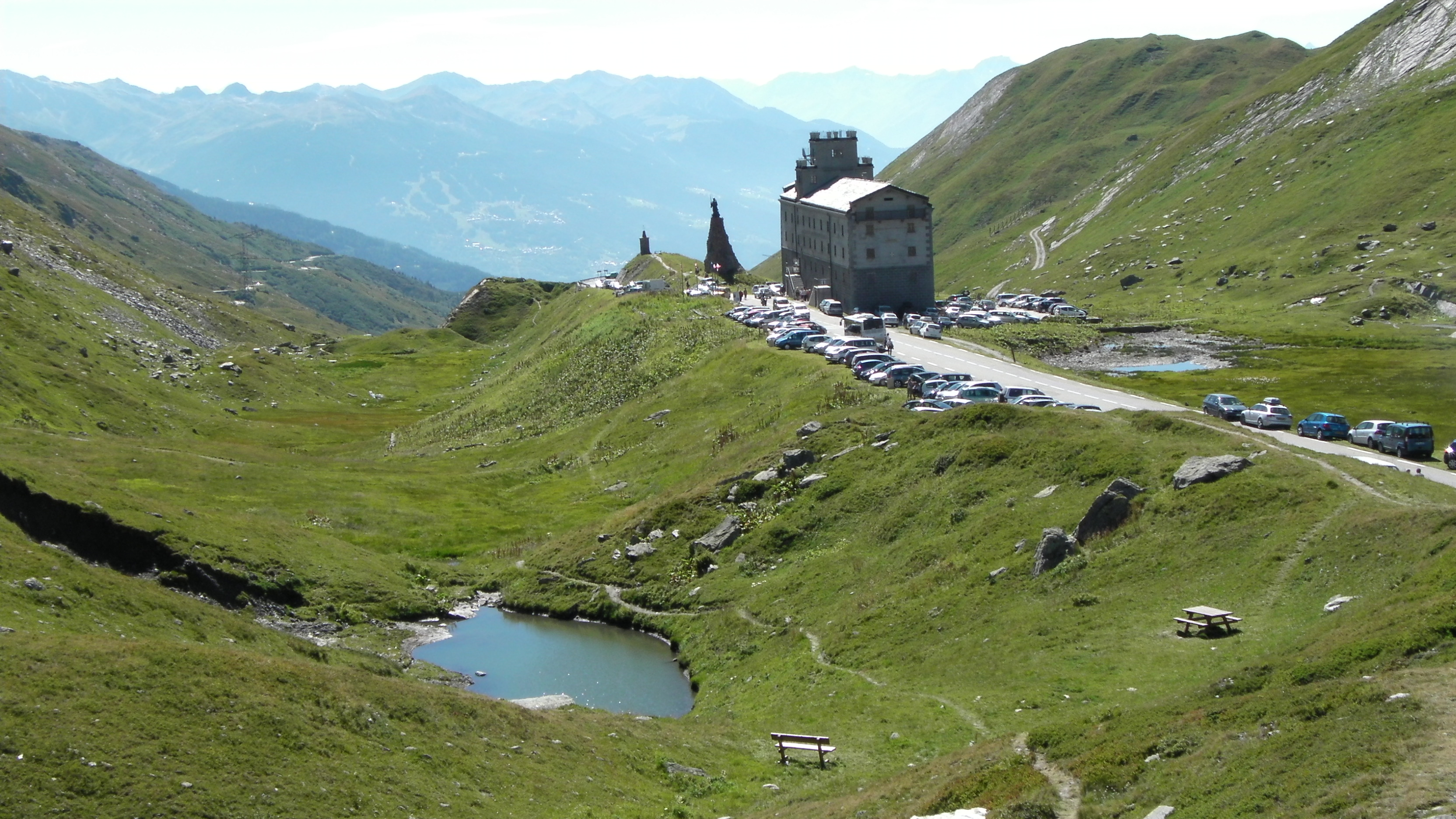
Pasul Micul Saint-Bernard, una dintre rutele posibile

Centronii au așteptat un timp înainte de a trece la atac, lăsând mai întâi jumătate din armata cartagineză să intre în defileu. Atacul executat în acest moment avea scopul să divizeze trupele și materialele de aprovizionare ale lui Hannibal și să facă dificilă organizarea unui contraatac, dar Hannibal, anticipând înșelăciunea pregătită de centroni, a dispus ca elefanții, cavaleria și caravanele de aprovizionare să se afle în partea din față, în timp ce hopliții să se afle în spate. Oștile centronilor erau poziționate pe pantele paralele ale defileului și au folosit acest teren înalt pentru a rostogoli bolovani și a arunca cu pietre asupra armatei cartagineze, omorând mai multe animale. În rândul trupelor captive în trecătoare a domnit confuzia. Cu toate acestea, ariergarda bine înarmată a lui Hannibal s-a oprit la intrarea în defileu, forțându-i pe barbari să coboare pentru a lupta de aproape. Ariergarda a reușit să-i oprească pe atacatori, înainte ca Hannibal și jumătate din armata lui, care nu era separată de el, să fie nevoiți să-și petreacă noaptea lângă o stâncă albă mare, despre care Polybius a scris că „le-a oferit protecție” și care a fost descrisă de William Brockedon, unul dintre cei care au cercetat traseul lui Hannibal prin Alpi, ca fiind „un morman mare de gips [...]; ca poziție militară, ocuparea ei asigură apărarea trecătorii”. În dimineața următoare centronii nu se mai aflau în zonă.
Armata s-a odihnit aici timp de două zile. Era sfârșitul lunii octombrie și vreme cu zăpadă, iar lungimea campaniei, ferocitatea luptelor și pierderea animalelor măcinaseră moralul militarilor cartaginezi. De la plecarea lor din Iberia, trupele lui Hannibal marșăluiseră timp de peste cinci luni și armata și-a redus efectivul în mod considerabil. Majoritatea luptătorilor lui Hannibal nu erau obișnuiți cu frigul extrem de pe culmile Alpilor, fiind originari din Africa și din Iberia. Potrivit lui Polybius, Hannibal și-a adunat oamenii și le-a spus că se apropie sfârșitul campaniei lor și că în curând vor ajunge pe valea Padului. În această relatare se spune că el și-a îndreptat mâna către Italia, arătându-le soldaților valea râului Pad și câmpiile din apropierea ei și le-a reamintit de Magilus, care îi asigurase de prietenia și ajutorul galilor. Apoi și-a îndreptat mâna în direcția Romei, sporind entuziasmul militarilor lui. Totuși, valea Padului nu este vizibilă din Pasul Micul Saint-Bernard și este mult mai probabil că Hannibal a indicat doar direcția în care se afla valea Padului, fără ca aceasta din urmă să fie văzută. După cele două zile de odihnă, Hannibal a ordonat armatei sale să înceapă coborârea din Alpi.

### Incertitudinea cu privire la pasul traversat
Istoricii nu sunt siguri care a fost pasul prin care Hannibal a traversat Alpii. S-a susținut că el ar fi putut trece prin unul din următoarele pasuri:
- Pasul Micul Saint-Bernard
- Col de Clapier
- Col de la Traversette
- Col de Montgenèvre
- pasul din apropierea Mont Cenis

De exemplu, istoricul John Francis Lazenby a afirmat că Hannibal a trecut prin Col de Clapier, în schimb Theodore Ayrault Dodge a susținut că traversarea Alpilor a avut loc prin Pasul Micul Saint-Bernard.

## Coborârea în Italia
Zăpada de pe latura sudică a Alpilor se dezgheață și se topește într-o mai mare sau mai mică măsură în cursul zilei și apoi îngheață din nou în cursul nopții. În plus, partea italiană a Alpilor este mult mai abruptă; mulți oameni au alunecat în această parte a Alpilor și au murit.
La începutul coborârii Alpilor armata cartagineză a ajuns la o porțiune de drum care fusese distrusă pe o distanță de aproximativ 270 de metri, în urma unei alunecări de teren. Hannibal a încercat să o ocolească, mărșăluind pe un teren acoperit cu o mare cantitate de zăpadă – Alpi sunt atât de înalți în acest loc încât nici măcar zăpada din anii anteriori nu se topește. Înaintarea cartaginezilor s-a făcut iarăși în condiții dificile, cu prețul pierderii mai multor animale de povară, până când Hannibal a considerat că acel traseu era imposibil de străbătut de o armată. Cartaginezii s-au întors din drum până în locul unde făcuseră ocolul și și-au amenajat acolo tabăra.
Pentru a putea trece mai departe, Hannibal a ordonat oamenilor săi să repare porțiunea de drum distrusă. Lucrând în schimburi, militarii cartaginezi au efectuat această muncă intensivă sub supravegherea lui Hannibal, care îi încuraja permanent. Au fost puși la muncă atât cei sănătoși, cât și cei bolnavi. A doua zi drumul era într-o stare suficient de bună pentru a permite deplasarea cavaleriei și a animalelor de povară; Hannibal a ordonat acestor trupe să pornească imediat la vale până la linia pădurii de foioase (aflată cu 3200 metri mai jos de vârful cel mai înalt al Alpilor) și să aștepte restul armatei pe pășunile de acolo.
Cu toate acestea, ultimii elefanți ai lui Hannibal, care erau complet lihniți de foame, nu puteau să înainteze pe acest drum. Cavaleria numidiană a lui Hannibal a continuat să lucreze încă trei zile la repararea drumului pentru a permite elefanților să treacă pe acolo. După ce aceste animale au putut merge mai departe, Hannibal a pornit imediat cu ariergarda pe urmele trupelor care coborâseră până la linia pădurilor de foioase. Armata cartagineză a avut nevoie de încă trei zile pentru a mărșălui din acest loc până la „câmpiile din apropierea Padului” și și-a amenajat tabăra într-un loc din apropierea actualului oraș Ivrea. Hannibal s-a axat apoi, potrivit lui Polybius, pe găsirea „celor mai bune mijloace de ridicare a moralului trupelor sale și de refacere a condiției fizice și a vigorii oamenilor și cailor”.

## Notă de subsol
1. ↑  Alpii s-au înălțat ca rezultat al deplasării către nord a plăcii tectonice africane și a presiunii exercitate de aceasta împotriva solului eurasian solid; direcția nordică a acestei deplasări a făcut ca partea italiană a Alpilor să fie mult mai abruptă.

## Legături externe
- Debate on Alps Crossing